# L'Homme que j'ai tué
Pour plus de détails, voir Fiche technique et Distribution.
L'Homme que j'ai tué (Broken Lullaby) est un film américain réalisé par Ernst Lubitsch en 1932, avec Lionel Barrymore et Phillips Holmes. Le film est inspiré d'une pièce de théâtre de Maurice Rostand, écrite peu après la Première Guerre mondiale, et dont il reprend le titre.

## Synopsis
Le film commence à Paris, le 11 novembre 1919, premier anniversaire de l'Armistice de la Première Guerre mondiale. Paul Renard, un vétéran de la guerre, confesse à un prêtre qu'il a tué un soldat allemand durant le conflit, alors que ce dernier écrivait une lettre à sa famille. Malgré l'absolution religieuse, Renard, toujours accablé de remords part pour l'Allemagne pour retrouver la famille de l'homme qu'il a tué et se faire pardonner. Dans une petite ville allemande, le docteur Hölderlin et sa femme vivent avec Elsa, la fiancée inconsolable de Walter, leur fils tué à la guerre. Pour les villageois, la haine pour les Français est très grande, tenant ces derniers pour responsables de la mort de leurs fils.
Alors qu'elle va fleurir la tombe de feu son fiancé, Elsa remarque un étranger en train de se recueillir sur la tombe de Walter. Il s'agit bien sûr de Renard. Le même jour, ce dernier rend finalement visite aux parents du défunt. Mais le père, apprenant que Renard est français, le chasse. Cependant Elsa arrive à temps pour le reconnaître. Devant l'euphorie de la famille à rencontrer un homme qui a connu Walter, Renard se fait passer pour un ami très proche de leur fils. La famille l'accepte aussitôt, pour « remplacer » le fils tombé à la guerre.
Mais l'animosité des villageois envers Renard le Français augmente d'autant plus qu'Elsa et celui-ci se rapprochent sentimentalement. Le docteur Hölderlin, aimant Renard comme son propre fils, doit endurer les sarcasmes de ses anciens amis, qui le considèrent comme un traître, avec ses idées de tolérance et de pacifisme. Mais Renard n'en peut plus de jouer ce faux jeu et envisage de retourner en France. En lui avouant son amour, Elsa lui lit la dernière lettre de Walter. Paul la termine de mémoire et avoue la vérité à la jeune fille. Elsa l'empêche de partir et de révéler la vérité. En contre-partie, Renard devra rester chez les Hölderlin, en « remplacement » de Walter, pour le bonheur des parents.

## Fiche technique
- Titre français : L'Homme que j'ai tué
- Titre original : Broken Lullaby, parfois aussi The Man I Killed (Royaume-Uni)
- Réalisateur : Ernst Lubitsch
- Scénario : Samson Raphaelson et Ernest Vajda, d'après la pièce de Maurice Rostand L'Homme que j'ai tué, adaptée par Reginald Berkeley (en)
- Société de production : Paramount Pictures
- Photographie : Victor Milner
- Décors : Hans Dreier
- Musique : W. Franke Harling
- Pays : États-Unis
- Couleur : noir et blanc
- Langue : anglais
- Durée : 76 minutes
- Son : mono
- Compagnie : Paramount Pictures
- Date de sortie :
  - États-Unis : 19 janvier 1932
- Affiche : Roland Coudon (France)

## Distribution
- Lionel Barrymore : Dr H. Holderlin
- Phillips Holmes : Paul Renard
- Nancy Carroll : Fraulein Elsa
- Louise Carter : Frau Holderlin
- Tom Douglas : Walter Holderlin
- Emma Dunn : Frau Muller
- Lucien Littlefield : Herr Walter Schultz
- Tully Marshall : le fossoyeur
- Zasu Pitts : Anna
- George Bickel : Herr Bresslauer
- Lillian Elliott : Frau Bresslauer
- Frank Sheridan : le prêtre
- Marvin Stephens : Fritz
- Reginald Pasch : le père de Fritz
- Joan Standing : la fleuriste
- Rodney McKennon : un vétéran de la guerre
- Torben Meyer : un garçon de café

Acteurs non crédités
- George Davis : le concierge
- George Irving : un citadin
- John Steppling : un citadin

## Inspiration
Le scénario est tiré de la pièce de Maurice Rostand, le film et l’œuvre théâtrale ayant le même titre. Un film de François Ozon, Frantz, s'en inspire librement.